# Quasimodo (postać literacka)
Quasimodo – postać literacka, bohater powieści Victora Hugo Katedra Marii Panny w Paryżu. Dzwonnik z Notre-Dame, król karnawału roku 1482 i zabójca w afekcie swego opiekuna archidiakona jozajskiego Klaudiusza Frollo, uosobienie brzydoty i dobroci serca.

## Przedstawienie postaci

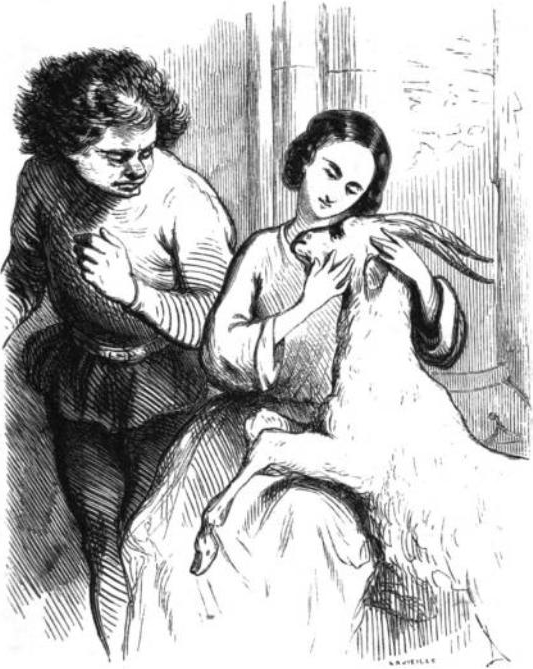
Dzwonnik z Notre Dame (1831)

Imię „Quasimodo” nawiązuje do nazwy niedzieli w kalendarzu chrześcijańskim, zwanej Quasimodo, a wypadającego w pierwszą niedzielę po Wielkanocy (lub w oktawę Wielkanocy). Właśnie wtedy 3-letni Quasimodo, porzucony przez rodziców, został odnaleziony pod bramą Katedry przez Klaudiusza Frollo.
Quasimodo wyrósł na niekształtnego olbrzyma. Nos miał czworoboczny, lewe oko malutkie, krzaczastą brew, oko prawe przykryte ogromną brodawką, popękane wargi i kieł z nich wystający, zęby krzywe i wyszczerbione, rozdwojony podbródek. Miał olbrzymią głowę ze zjeżonymi rudymi włosami, ogromny garb pomiędzy łopatkami i mniejszy garb na piersi, przedziwnie poskręcane nogi, ogromne stopy i ręce. Wyraz jego twarzy przy tym był mieszaniną złośliwości, zdziwienia i smutku, a mimo pokraczności sprawiał wrażenie niesłychanie silnego, zwinnego i odważnego. Ludność Paryża wierzyła, że utrzymywał konszachty z diabłem, a spotkanie z nim ciężarnej kobiety mogło sprawić, że ta urodzi potwora.
Postać Quasimodo dzięki licznym adaptacjom (m.in. musical, balet) stała się bardziej popularna niż sama powieść Hugo, a jego miłość do pięknej Cyganki Esmeraldy weszła na stałe do kanonu kultury popularnej. Do postaci Quasimoda odnosił się np. Jacek Kaczmarski w utworze Quasimodo.
Adaptacje często odchodzą od oryginału Hugo. Na przykład w popularnej animacji Disneya Dzwonnik z Notre-Dame z 1996 Quasimodo nie jest głuchy.

## Galeria

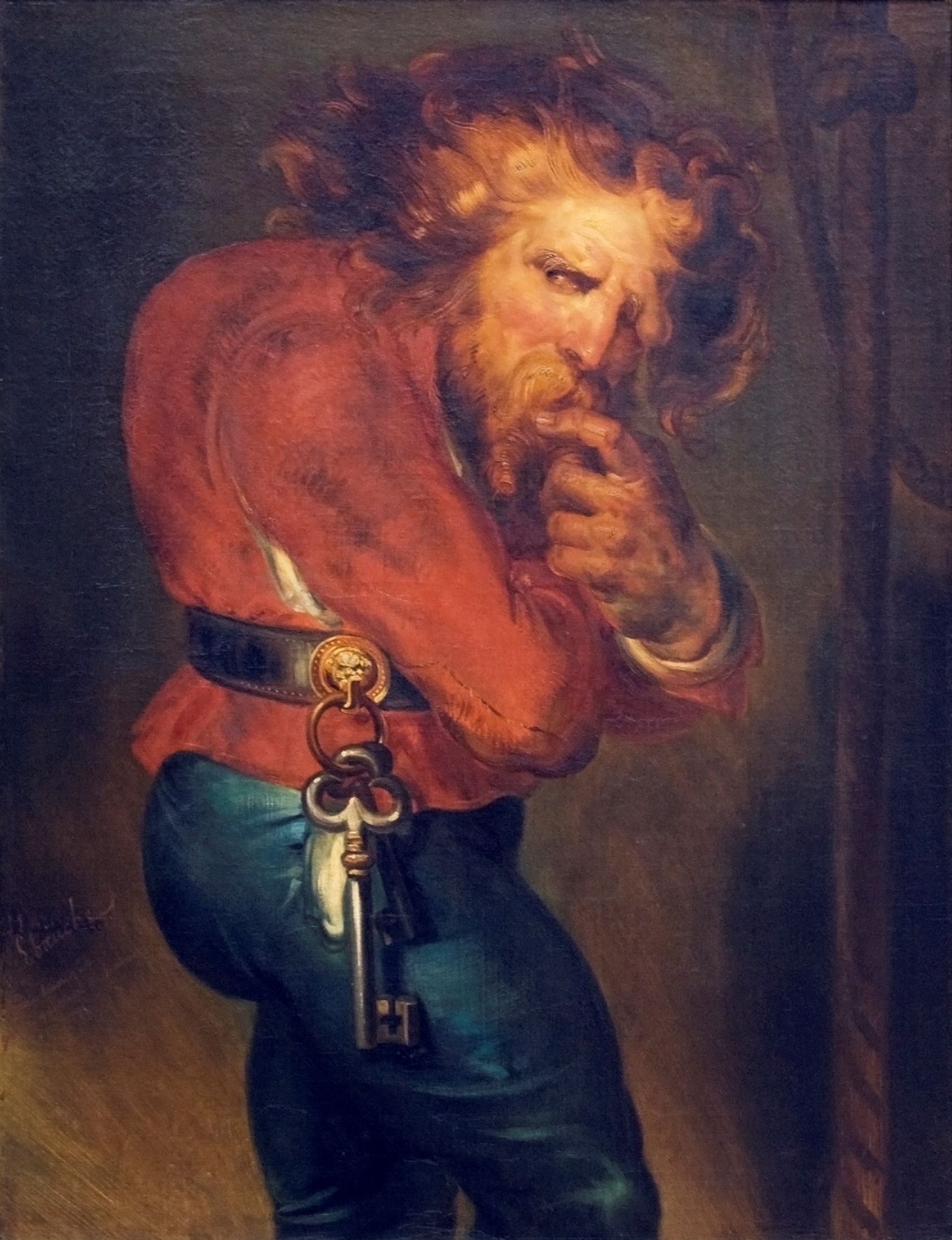
Quasimodo – obraz Antoine'a Wiertza